# Hans Schwartz
Hans Schwartz (1913. március 1. – 1991. május 31.) világbajnoki bronzérmes német labdarúgó, hátvéd.

## Pályafutása

### Klubcsapatban
1931 és 1944 között a Victoria Hamburg csapatában szerepelt.

### A válogatottban
1934-ben két alkalommal szerepelt a német válogatottban. Részt vett az 1934-es olaszországi világbajnokságon, ahol bronzérmet szerzett a csapattal.

## Sikerei, díjai
Németország
- Világbajnokság
  - bronzérmes: 1934, Olaszország